# David Nash
David Nash – australijski judoka.
Brązowy medalista mistrzostw Oceanii w 1966 roku.